# Concord (Virginia)
Concord es un lugar designado por el censo situado en el condado de Campbell, Virginia  (Estados Unidos). Según el censo de 2010 tenía una población de 1.458 habitantes.

## Demografía
Según el censo de 2010, Concord tenía una población en la que el 85,9% eran blancos; el 11,7% afroamericanos; el 0,1% eran indios americanos y nativos de Alaska; el 0,2% eran asiáticos; el 0,0% hawaianos y otros isleños del Pacífico; el 0,6% de otra raza, y el 1,4% a partir de dos o más razas. El 1,9% del total de la población eran hispanos o latinos de cualquier raza.